# توم بنسون
توم بنسون (بالإنجليزية: Tom Benson)‏ هو سياسي بريطاني، ولد في 26 أغسطس 1929 في المملكة المتحدة، وتوفي في 24 ديسمبر 2000. حزبياً، نشط في حزب ألستر الوحدوي. في انتخابات الجمعية التشريعية لأيرلندا الشمالية، 1998 ‏، انتخب عضو الجمعية التشريعية الأولى لأيرلندا الشمالية عن دائرة Strangford (Assembly constituency) ‏ وقد انضم خلال فترته النيابية ‏ (25 يونيو 1998 – )  للكتلة البرلمانية حزب ألستر الوحدوي.